# Rhabdornis
A Rhabdornis a madarak osztályának verébalakúak (Passeriformes) rendjébe és a seregélyfélék (Sturnidae) családjába tartozó nem. 2004-ig különálló családba, a barkósfakuszfélék (Rhabdornithidae) közé tartozott.

## Rendszerezésük
A nemet Heinrich Gottlieb Ludwig Reichenbach német botanikus és ornitológus írta le 1853-ban, az alábbi fajok tartoznak ide:
- csíkosfejű barkósfakusz (Rhabdornis mysticalis)
- hosszúcsőrű barkósfakusz (Rhabdornis grandis)
- barnafejű barkósfakusz (Rhabdornis inornatus)
- Viszajan-szigeteki barkósfakusz (Rhabdornis rabori) – korábban a barnafejű barkósfakusz alfaja volt Rhabdornis inornatus rabori  néven[3]

## Előfordulásuk
A Fülöp-szigetek területén honosak. Természetes élőhelyeik a szubtrópusi vagy trópusi síkvidéki esőerdők. Állandó, nem vonuló fajok.

## Megjelenésük
Testhosszuk 18-19 centiméter körüli.